# Hanno combattuto per la patria (romanzo)
Hanno combattuto per la patria (in russo Они сражались за Родину?, 'Oni sražalis' za rodinu', 1959) è un romanzo incompiuto del premio Nobel per la letteratura Michail Aleksandrovič Šolochov nel quale si racconta della grande guerra patriottica per la liberazione dell'URSS dall'occupazione nazista.

## Trasposizione cinematografica
Nel 1975 il romanzo è stato trasposto nell'omonimo film, diretto da Sergej Fëdorovič Bondarčuk.

## Edizioni in italiano
- Mihail Aleksandrovič Šolohov, Hanno combattuto per la patria, trad. di Agostino Villa, Editori Riuniti, Roma 1959